# 監視者たち
『監視者たち』（かんししゃたち、原題：감시자들）は、2013年公開の韓国映画。2007年に制作された香港映画『天使の眼、野獣の街』のリメイク作品。監督はチョ・ウィソクと撮影監督も務めたキム・ビョンソ。

## ストーリー
並外れた瞬間記憶力と観察力を持つ新人刑事ハ・ユンジュ（ハン・ヒョジュ）は、韓国警察特殊犯罪課（SCU）内の「監視班」に配属される。班長のハン・サンジュン（ソル・ギョング）やリス（イ・ジュノ）ら特殊な才能を持つ刑事らが集まる監視班は凶悪犯罪者の監視、追跡を専門とする部隊だった。しかし、武装犯罪集団のリーダー、ジェームズ（チョン・ウソン）は巧みに監視班の目を逃れて犯罪を繰り返す。警察本部からは監視班の存在意義が問われる中、ユンジュら監視班の面々は総力をあげてジェームズを追跡する。

## キャスト
- ハン・サンジュン：ソル・ギョング（吹替：咲野俊介）
- ジェームズ：チョン・ウソン（吹替：前田一世）
- ハ・ユンジュ：ハン・ヒョジュ（吹替：平井祥恵）
- チョントン：キム・ビョンオク
- イ・ヨンスク室長：チン・ギョン（吹替：仲村かおり）
- リス：イ・ジュノ（2PM）（吹替：梶裕貴）
- 空港の男：サイモン・ヤム

## 受賞歴
- 第8回アジア・フィルム・アワード：編集賞（シン・ミンギョン）
- 第34回青龍映画賞：主演女優賞（ハン・ヒョジュ）
- 第22回釜日映画賞：主演女優賞（ハン・ヒョジュ）
- 第50回百想芸術大賞：映画部門 助演女優賞（チン・ギョン）